# Steven Mahre
Steven Irving Mahre (conocido como Steve Mahre; Yakima, 10 de mayo de 1957) es un deportista estadounidense que compitió en esquí alpino; campeón mundial en 1982. Su hermano gemelo Phillip compitió en el mismo deporte.
Participó en tres Juegos Olímpicos de Invierno, entre los años 1976 y 1984, obteniendo una medalla de plata en Sarajevo 1984, en la prueba de eslalon.
Ganó una medalla de oro en el Campeonato Mundial de Esquí Alpino de 1982, en la prueba de eslalon gigante. 

## Palmarés internacional
| Juegos Olímpicos   | Juegos Olímpicos      | Juegos Olímpicos | Juegos Olímpicos |
| Año                | Lugar                 | Medalla          | Prueba           |
| ------------------ | --------------------- | ---------------- | ---------------- |
| 1984               | Sarajevo (Yugoslavia) | Medalla de plata | Eslalon          |
| Campeonato Mundial |                       |                  |                  |
| Año                | Lugar                 | Medalla          | Prueba           |
| 1982               | Schladming (Austria)  | Medalla de oro   | Eslalon gigante  |